# Parafia Miłosierdzia Bożego w Bełchatowie
Parafia Miłosierdzia Bożego w Bełchatowie – rzymskokatolicka parafia w dekanacie bełchatowskim archidiecezji łódzkiej.

## Historia parafii
Erygowana 1 października 1989 przez biskupa Władysława Ziółka (pierwszym proboszczem mianowano ks. Kazimierza Magdziaka, który swą duszpasterską posługę sprawuje w tej parafii do dziś).
Budowa kościoła parafialnego przeprowadzona została w latach 1992–1999. Świątynię poświęcił 3 października 1999 arcybiskup Władysław Ziółek, natomiast konsekracji w dniu 9 listopada 2014 roku dokonał metropolita łódzki arcybiskup Marek Jędraszewski.

## Terytorium parafii
Parafia obejmuje swoim obszarem:
- Osiedle Binków: ulice – Antrancytowa, Berylowa, Brylantowa, Budryka, Daleka, Diamentowa, Jasna, Kalcytowa, Kredowa, Mioceńska, Nefrytowa, Opalowa, Okrzei (od nr 71 do torów kolejowych), Polarna, Promienna, Skaleniowa, Solna, Srebrna, Szafirowa, Szmaragdowa, św. Barbary, Tęczowa, Turkusowa, Uskok, Węglowa.
- Osiedle Słoneczne.

## Grupy parafialne
Liturgiczna Służba Ołtarza, Duszpasterstwo Akademickie, Oaza Dzieci Bożych, Grupy Oaz Młodzieżowych, Oaza Rodzin, Rada Parafialna, Ruch Odnowy w Duchu Świętym, Rycerstwo Niepokalanej, Schola, Żywa Róża, zespół młodzieżowy Pjw!, drużyna piłkarska L.S.O. „PMB” Bełchatów, G6.